# Isle of Man Examiner
Isle of Man Examiner（英語：Isle of Man Examiner）是曼島的一份報紙。

## 概述
Isle of Man Examiner每週二出版，歸曼島報紙所有。曼島報紙現在是Tindle集團的一部分。
Isle of Man Examiner的姊妹週報是曼島信使和曼島獨立報。
Isle of Man Examiner創立於1880年，是20世紀大部分時間裡曼島上最受歡迎的報紙。Isle of Man Examiner目前仍然是曼島最暢銷的報紙。
2011年5月10日，在131年後，Isle of Man Examiner將其版面從大報改為小報。